# Kňovičky
Kňovičky jsou malá vesnice, část obce Kňovice v okrese Příbram ve Středočeském kraji. Nachází se asi jeden kilometr jižně od Kňovic. Vesnicí prochází silnice II/119. Je zde evidováno 20 adres. V roce 2011 zde trvale žilo 51 obyvatel.
Kňovičky leží v katastrálním území Kňovice o výměře 8,71 km².

## Historie
První písemná zmínka o vesnici pochází z roku 1375.
Za druhé světové války se ves stala součástí vojenského cvičiště Zbraní SS Benešov a její obyvatelé se museli 31. října 1943 vystěhovat.

## Obyvatelstvo
| Rok            | 1869 | 1880 | 1890 | 1900 | 1910 | 1921 | 1930 | 1950 | 1961 | 1970 | 1980 | 1991 | 2001 | 2011 | 2021 |
| -------------- | ---- | ---- | ---- | ---- | ---- | ---- | ---- | ---- | ---- | ---- | ---- | ---- | ---- | ---- | ---- |
| Počet obyvatel | 81   | 97   | 112  | 110  | 105  | 103  | 82   | 62   | 73   | 62   | 51   | 44   | 40   | 51   | 46   |
| Počet domů     | 15   | 15   | 18   | 18   | 18   | 18   | 18   | 19   | 19   | 17   | 14   | 20   | 21   | 21   | 22   |

## Obecní správa
Při sčítání lidu v letech 1850–1987 Kňovičky byly osadou obce Kňovice, se kterým patřily nejprve do okresu Sedlčany, ale od roku 1960 v okrese Příbram. Od 1. ledna 1988 do 30. června 1990 byly částí města Sedlčany v okrese Příbram. Od 1. července 1990 jsou opět částí obce Kňovice v okrese Příbram.

## Galerie

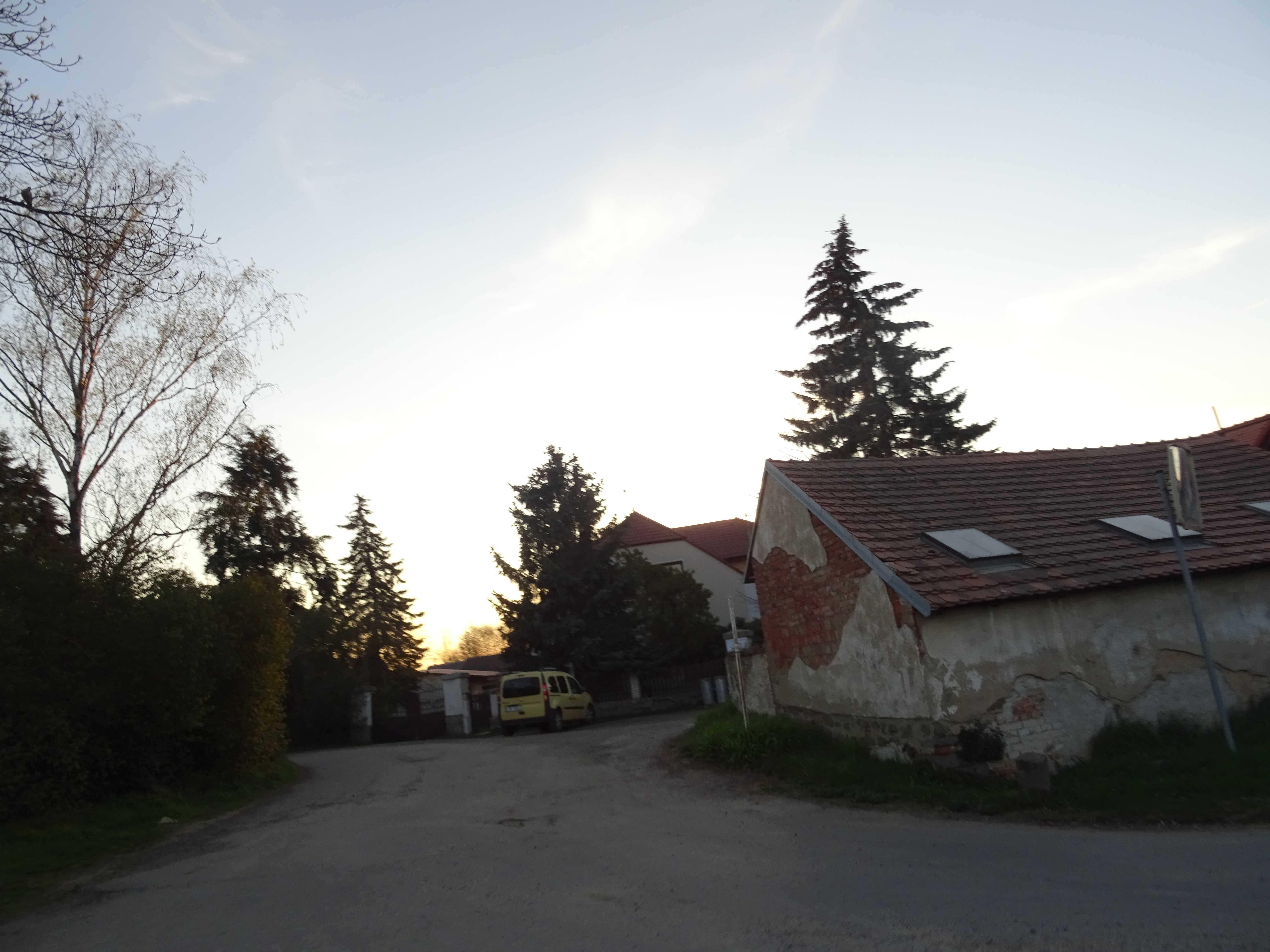
Domy
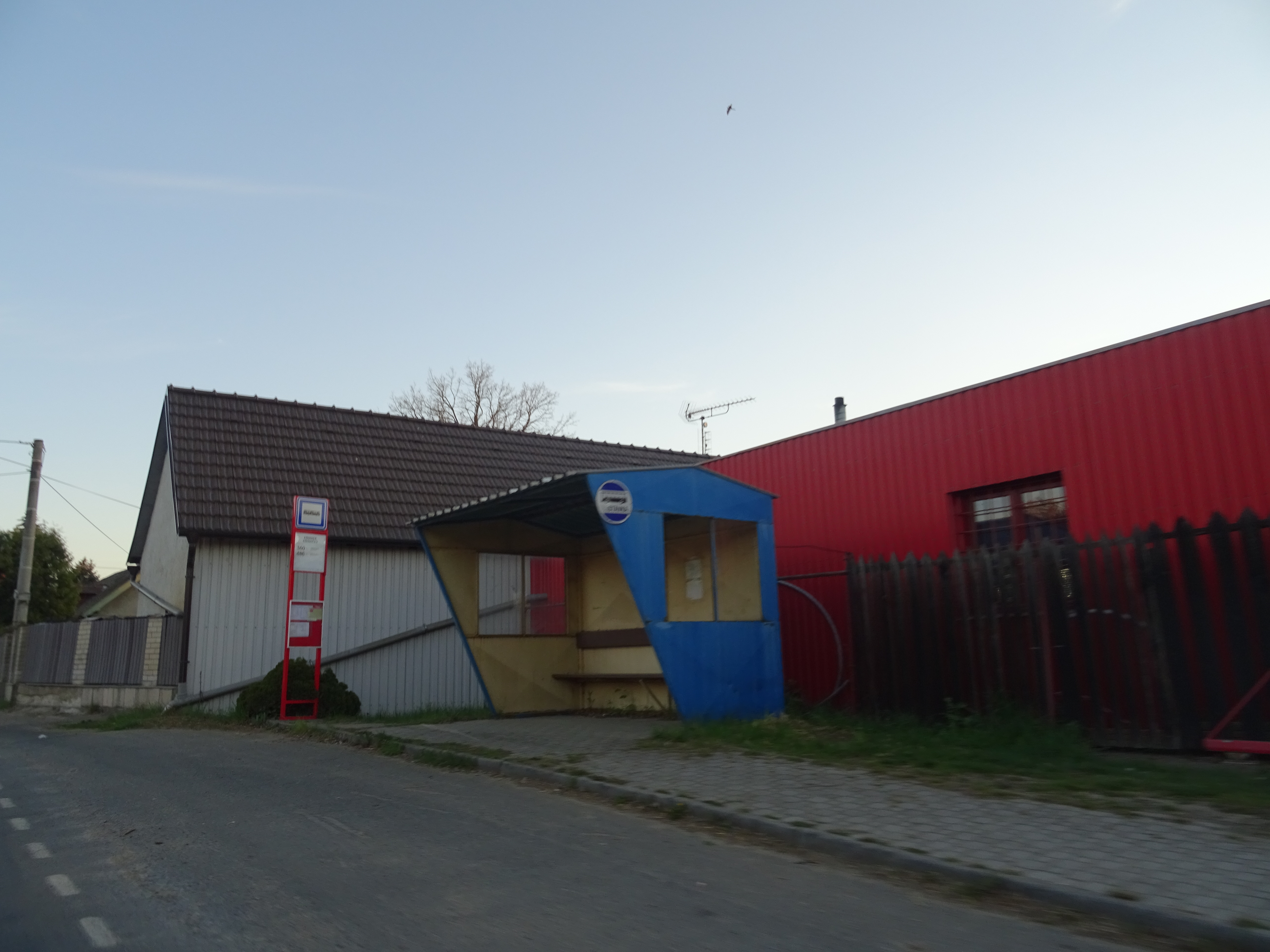
Autobusová zastávka
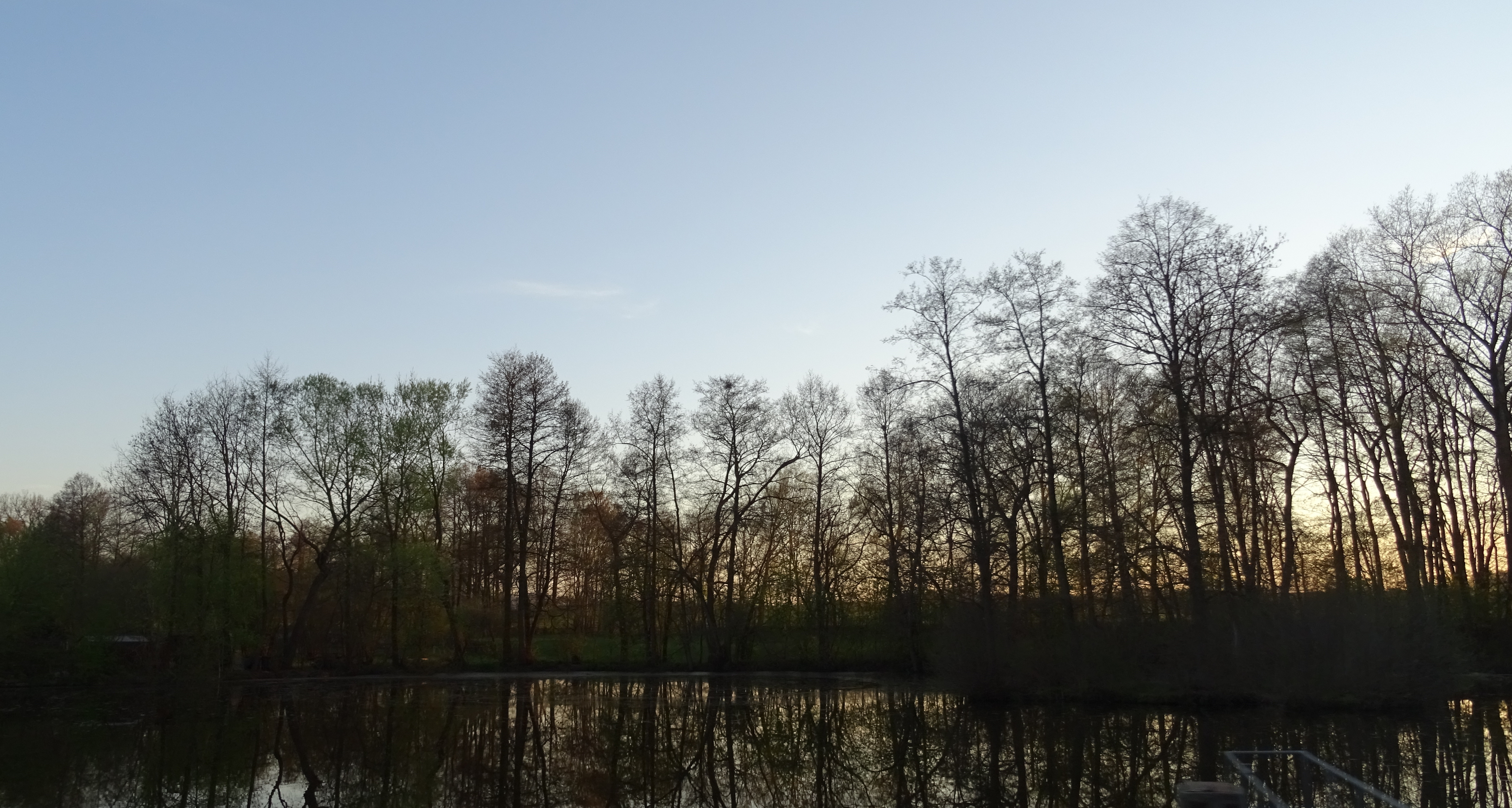
Rybník